# Rio Sico
Sico é um rio que atravessa o território de Honduras, na América Central.